# Campylopus denudatus
Campylopus denudatus là một loài rêu trong họ Dicranaceae. Loài này được Brid. Kindb. mô tả khoa học đầu tiên năm 1883.